# Rachael Leigh Cook
Rachael Leigh Cook (Minneapolis, 4 de outubro de 1979) é uma atriz americana.

## Carreira
Começou trabalhando como modelo aos dez anos de idade. Aos quatorze anos começou a fazer teste para papéis de atuação, quando ela apareceu em uma propaganda contra as drogas em rede nacional americana. Sucesso na profissão de atriz apareceu rápido e ela debutou no cinema em The Baby-Sitters Club. Depois disso, sua agência de modelos a mandou para ler um curta-metragem, 26 Summer Street (1996).
Seus maiores papéis foram em She's All That (1999), Josie and the Pussycats (2001) e recentemente protagonizou a personagem Susan Whitaker no Filme Love, Guaranteed. Cook também apareceu em diversos filmes independentes. Ela também apareceu na minissérie televisiva Into the West em 2005.

## Vida pessoal
Depois de ficar noiva do ator Daniel Gillies em dezembro de 2003, eles se casaram em agosto de 2004. Em 28 de setembro de 2013, nasceu Charlotte Easton Gillies, primeira filha do casal. Em 4 de abril de 2015, tiveram mais um filho juntos, Theodore Vigo Sullivan Gillies. Rachael e Daniel anunciaram o fim do relacionamento em junho de 2019.

## Filmografia
- The Baby-Sitters Club (1995) como Mary Anne Spier
- Tom and Huck (1995) como Becky Thatcher
- 26 Summer Street (1996) como garota
- Carpool (1996) como Kayla
- The House of Yes (1997) como jovem 'Jackie-O'
- The Eighteenth Angel (1997) como Lucy Stanton
- Country Justice (TV) (1997) como Emma Baker
- True Women (TV) (1997) como jovem Georgia Lawshe
- The Defenders: Payback (TV) (1997) como Tracey Lane
- The Outer Limits (TV) (1998) como Cassie Boussard
- All I Wanna Do ou The Hairy Bird (1998) como Abigail 'Abby' Sawyer
- The Naked Man (1998) como Dolores
- Living Out Loud (1998) como Judith Moore
- The Bumblebee Flies Anyway (1999) como Cassie
- The Hi-Line (1999) como Vera Johnson
- She's All That (1999) como Laney Boggs
- Dawson's Creek (TV) (1999) como Devon
- Batman Beyond (TV) (2000) como	Chelsea Cunningham
- Get Carter (2000) como Doreen Carter
- Blow Dry (2001) como Christina Robertson
- Antitrust (2001) como Lisa Calighan
- Tangled (2001) como Jenny Kelley
- Texas Rangers (TV) (2001) como Caroline Dukes
- Josie and the Pussycats (2001) como Josie McCoy
- 29 Palms (2002) como garçonete
- Sally (2002) como Beth
- Scorched (2002) como Shmally
- Tempo (2003) como Jenny Travile
- 11:14 (2003) como Cheri
- The Big Empty (2003) como Ruthie
- Bookies (2003) como Hunter
- Fearless (TV) (2004) como Gaia Moore
- American Crime (2004) como Jesse St. Claire
- Stateside (2004) como	Dori Lawrence
- My First Wedding[1](2006) como Vanessa
- Into the West (TV) (2005) como Clara Wheeler
- Las Vegas (TV) (2005) como Penny Posin
- Robot Chicken (TV) (2006/2019) como várias vozes
- Ghost Whisperer (TV) (2008) como Grace Adams
- Nancy Drew (2007) como Jane Brighton
- Matters of Life and Death (2007) como Emily Jennings
- The Final Season (2007) como Polly Hudson
- Blonde Ambition (2007) como Haley
- Fairy Tale Police (2008) como oficial Duffy
- The Lodger (2009) como Amanda Manning
- Psych (TV) (2007/2008/2009) como Abigail Lytar
- Falling Up (2009) como Caitlin O'Shea
- Titan Maximum (TV) (2009) como Lt. Jodi Yanarella
- Nevermind Nirvana (TV) (2010) como Elizabeth
- Stealing Paradise (TV) (2011) como Amanda Collier
- Left to Die (TV) (2012) como Tammi Chase
- Perception (TV) (2012) como Kate Moretti
- Team Unicorn (TV) (2013) como ela mesmo
- A Christmas Tail (TV) (2014)
- Summer Love (TV) (2016) como Maya Sulliway
- Autumn in the Vineyard (TV) (2016) como Frankie Baldwin
- Summer in the Vineyard (TV) (2017) como Frankie Baldwin
- Frozen in Love (TV) (2018) como Mary Campbell
- Valentine in the Vineyard (TV) (2019) como Frankie Baldwin
- A Blue Ridge Mountain Christmas (TV) (2019) como Willow Petersen
- Liza on Demand (TV) (2019) como ela mesma
- Criminal Minds (TV) (2020) como Max
- Love, Guaranteed (2020) como Susan Whitaker
- He's All That (2021) como Anna Sawyer